# Герман III Воденски
Герман (на гръцки: Γερμανός, Германос) е гръцки духовник, митрополит на Охридската архиепископия и Цариградската патриаршия.

## Биография
Герман учи при Евгениос Вулгарис. Споменат е като година е воденски митрополит на 15 август 1752 г., на 6 октомври 1766 г. и в 1767 г. Герман Воденски заедно с Евтимий II Костурски, Григорий Гревенски, Ананий III Струмишки, Генадий Корчански и Никифор Сисанийски се оплаква пред Цариградската патриаршия от лошото състояние на Охридската архиепископия и успява да постигне закриването ѝ в 1767 година. Заема катедрата до 1682 година.